# Spiga di grano
In araldica la spiga di grano  è simbolo di operosità agricola; in quanto tale compare di frequente nell'araldica civica di comunità contadine. Simboleggia anche abbondanza, ricompensa al lavoro e pace. La spiga di grano è stata spesso assunta nello stemma da chi voleva esprimere gratitudine per essere stato salvato in una mischia.
Le spighe sono spesso rappresentate sotto forma di covoni. Il covone, a sua volta, è stato spesso assunto nello stemma da chi aveva stipulato una tregua o una pace.

Spiga di grano fustata e fogliata d'oro
D'azzurro, a nove spighe di grano ordinate in tre mazzi posti 1 e 2 (stemma di Brive-la-Gaillarde, Francia)
D'azzurro, al grappolo d'uva fustato e fogliato d'oro, accostato da due spighe di grano dello stesso, al capo cucito di rosso caricato di tre stelle d'oro (Bennecourt, Francia)
Di rosso, a una fontana inglese d'argento a tre onde d'azzurro in un anello d'oro che sostiene dodici spighe di grano raggianti dello stesso (Fontenay-Saint-Père, Francia)
D'azzurro, alla catena d'oro, formante un triangolo isoscele e circondante un fascio di spighe di grano al naturale, [...] (stemma di Novate Milanese, 1933-1984)
D'oro ad una spiga di grano di verde posta in palo (Torregrotta)
Di verde, a due spighe di grano d'oro, decussate e nascenti dalla punta (Heimsheim, Germania)
Covone di grano d'oro
D'azzurro, a tre covoni di grano d'oro legati di rosso (stemma della famiglia de Brosse)

## Posizione araldica ordinaria
La spiga di grano è abitualmente rappresentata d'oro e posta in palo. Se in numero di tre o più, sono spesso rappresentate impugnate — ovvero disposte in palo e in decusse che si irradiano da un centro comune — oppure in ventaglio. È abituale trovare un campo d'azzurro che meglio ne valorizza lo smalto d'oro.